# Arturo Scarcella
José Arturo Scarcella (fl. XX secolo) è stato un calciatore argentino, di ruolo difensore.

## Carriera

### Club
Ha sempre giocato nel campionato di casa.

### Nazionale
Con la maglia della nazionale argentina ha giocato 3 partite tra il 1934 ed il 1935.

## Palmarès

### Club

#### Competizioni nazionali
- Copa de Honor Adrián Beccar Varela: 1

Racing: 1932
- Copa de Competencia Liga Argentina: 1

Racing: 1933